# Penelope jacquacu
Il guan di Spix (Penelope jacquacu Spix, 1825) è un uccello galliforme della famiglia dei Cracidi. Il nome comune ricorda il naturalista tedesco Johann Baptist von Spix (1782-1826).

## Descrizione
Le quattro sottospecie del guan di Spix differiscono per peso e piumaggio, e tra di loro ci sono intergradazioni. La loro lunghezza è di circa 66-76 cm . Il maschio e la femmina della sottospecie nominale (P. j. jacquacu) pesano rispettivamente 1,24-1,36 kg e 1,14 kg . Il maschio di P. j. orienticola pesa tra gli 1,4 e gli 1,78 kg, mentre la femmina tra gli 1,27 e gli 1,72 kg . La sottospecie nominale ha un piumaggio bronzeo verde oliva nelle parti superiori e rossiccio brillante in quelle inferiori. Il guan di Grant (P. j. granti) ha un colore molto più scuro:  le parti superiori hanno una lucentezza blu-verde e le parti inferiori sono di color rosso scuro. P. j. speciosa presenta un piumaggio simile a quello della sottospecie nominale, mentre P. j. orienticola presenta dimensioni e colorazione intermedie tra P. j. jacquacu e P. j. granti.

## Biologia

### Alimentazione
Il guan di Spix si nutre singolarmente o in piccoli gruppi familiari, per lo più nella parte alta delle chiome degli alberi, ma in alcune regioni si alimenta a terra. La sua dieta è composta principalmente da frutta e semi, sebbene sia stato anche segnalato che segua le formiche legionarie per nutrirsi di artropodi in fuga.

### Riproduzione
Il periodo di riproduzione del guan di Spix varia geograficamente; esempi includono da gennaio a maggio in Venezuela e agosto e settembre in Perù. L'unico nido che è stato descritto era fatto di foglie e posto ad una altezza di circa 5 m su un albero. I periodi di incubazione e di involo non sono noti.

## Distribuzione e habitat
Penelope jacquacu è diffuso nella parte superiore del fiume Orinoco e nei bacini occidentali del Rio delle Amazzoni in Bolivia, Brasile, Colombia, Ecuador, Guyana, Perù, Suriname e Venezuela. Andando da nord a sud la sequenza delle sottospecie è granti, orienticola, jacquacu e speciosa. Abita sia la foresta tropicale che la foresta di várzea (allagata stagionalmente). Nelle alture superiori del Perù e della Bolivia si trova nella foresta nebulosa, ad altitudini inferiori si trova nella foresta pluviale umida. Si presume che la specie sia sedentaria.

## Tassonomia
Sono riconosciute quattro sottospecie di guan di Spix: Penelope jacquacu granti (guan di Grant) e il gruppo "guan di Spix" composto da P. j. jacquacu, P. j. orienticola e P. j. speciosa. È stato considerato conspecifico con il guan zampescure ( P. obscura ) o guan crestato (P. purpurascens). P. j. speciosa una volta era considerata una razza di guan zampescure, e il "guan di Grant" era precedentemente considerato una specie separata.

## Conservazione
L'IUCN ha valutato il guan di Spix come a rischio minimo. Il suo areale globale stimato si estende su circa 5,9 milioni di km², ed è comune in almeno parte di questa area. Tuttavia, la popolazione totale è sconosciuta e si pensa che sia in diminuzione. La specie è ampiamente cacciata per il cibo.